# Mangifera
O género Mangifera L., da família Anacardiaceae

## Espécies
| - Mangifera altissima - Mangifera caesia - Mangifera camptosperma - Mangifera casturi - Mangifera domestica - Mangifera foetida - Mangifera indica - manga - Mangifera kemanga - Mangifera longipes | - Mangifera macrocarpa - Mangifera odorata - Mangifera oppositifolia - Mangifera pajang - Mangifera pentandra - Mangifera persiciformis - Mangifera pinnata - Mangifera siamensis - Mangifera verticillata |

- Lista completa

## Classificação do gênero
| Sistema | Classificação                      | Referência               |
| ------- | ---------------------------------- | ------------------------ |
| Linné   | Classe Pentandria, ordem Monogynia | Species plantarum (1753) |